# 卵巢悬韧带
卵巢悬韧带，也称为漏斗骨盆韧带，是从卵巢输卵管侧延伸到小骨盆侧缘的腹膜皱襞，包含卵巢动脉、两条卵巢静脉、 卵巢神经丛、淋巴管、结缔组织和平滑肌纤维。
一些资料认为卵巢悬韧带是子宫阔韧带的一部分，子宫阔韧带上缘外侧三分之一处便是卵巢悬韧带，而另一些资料则认为它只是韧带的“终止部分”。 
卵巢悬韧带位于髂血管上方，向下悬吊着卵巢，对于固定卵巢位置具有重要作用。